# طاغان
طاغان روستایی در دهستان مازول بخش فیروزه شهرستان نیشابور استان خراسان رضوی ایران است و در ۳۸ کیلومتری شهرستان نیشابور و ۲۲ کیلومتری شهرستان فیروزه می‌باشد.

## معرفی روستای تاریخی و دیدنی طاغان
«طاغان»، یکی از رودکده‌های نشاط‌انگیز و بهشت‌های زمینی سرزمین نیشابور است. حرفه اصلی اهالی این روستا، باغداری، زراعت و دامپروری است. روستاهای؛ «درخت جوز» در ۶ کیلومتری شرق، «چهارباغ» در ۵/۳ کیلومتری غرب، «دامنجان» در ۵ کیلومتری شمال غرب، «اریه» در ۵/۵ کیلومتری شمال شرق طاغان، همسایگان این روستا می‌باشند. طاغان، از طریق ارتباط جاده‌ای، در حدود ۳۸ کیلومتری شمال غربی شهر نیشابور قرار دارد و راه دسترسی به آن از مسیری است که از شهر نیشابور آغاز شده و پس از گذر از شهر فیروزه، ناحیه صنعتی کمال‌الملک، شاخه شرقی دوراهی بار-قوچان، قالیباف، خانلق و چهارباغ به طاغان می‌رسد. تمامی مسیر، جاده آسفالته است.
چنان‌که گفته شد طاغان، از روستاهای ییلاقی و رودکده‌های رشته‌کوه‌های بینالود است که در حوزه شمال دشت نیشابور واقع شده. ارتفاع آن از سطح دریا حدود ۱۵۰۰ متر می‌باشد. ریخت عمومی ناحیه طاغان را در ۵ بخش، می‌توان توصیف نمود:الف) «بافت مسکونی روستای طاغان» که در بخش جنوب شرقی این ناحیه، استقرار یافته است. ب) «باغ‌ها و اراضی کشاورزی» که در سه جبهه شمالی، شرقی و جنوبی، روستای طاغان را دربر گرفته‌اند. پ) «کوه‌ها و کوهپایه‌ها» که نما و عارضه طبیعی عمومی این ناحیه‌اند و در دو نوار شمالی و جنوبی، مشرف بر دره‌ای هستند که روستای طاغان، باغ‌ها و اراضی پیوسته به روستا در آن استقرار یافته‌اند. ت) «جاده طاغان» که با طی مسافتی در حدود ۵/۶ کیلومتر به سوی شرق، به جاده بار-فیروزه-نیشابور می‌رسد. این جاده با ادامه مسیر راهی به طول ۶ کیلومتر به سوی غرب به روستای «درخت جوز» می‌رسد. دو انشعاب از این جاده به سوی شمال؛ در فاصله‌ای از شرق روستای طاغان، راه ارتباطی به روستای دامنجان و در فاصله‌ای از غرب طاغان، راه ارتباطی با روستای اریه واقع شده است. ث) «رودخانه طاغان»، که عنصر حیاتی این ناحیه است و از دوران‌های کهن، به عنوان منبع تأمین آب باغات و شکل‌گیری و تداوم حیات اجتماعی و روستایی در این منطقه، ایفای نقش نموده و می‌نماید.

## جمعیت
این روستا در دهستان مازول قرار دارد و براساس سرشماری مرکز آمار ایران در سال ۱۳۸۵، جمعیت آن ۱۶۶ نفر (۴۸خانوار) بوده است.

## موقعیت
این روستا که در موقعیت جغرافیایی ۳۶ درجه و ۲۵ دقیقه و ۲۰ ثانیه شمالی و ۵۷ درجه و ۴۱ دقیقه شرقی واقع شده، از توابع دهستان مازول بخش مرکزی شهرستان نیشابور است.

## زیارتگاه امامزاده عبدالقهار (ع)
امامزاده عبدالقهار (ع) در ۳۷ کیلومتری شمال غرب شهر نیشابور، ۲۰ متری رودخانه طاغان، ریشه کوهی به نام قلعه سنگی، ابتدای روستای طاغان قرار دارد. نمای قدیمی ساختمان بقعه از خشت و گل، لاشه و سنگ بوده که آن را تخریب کردند و در حال حاضر بنایی با ابعاد ۲۰*۲۰ به شکل مربع و به صورت چلیپا جایگزین آن شده است. نمای بیرونی بقعه پوشیده از سنگ ساروج است و ضریح بسیار زیبایی از جنس نقره و مطلا در مرکز بقعه قرار گرفته است.
امامزاده عبدالقهار (ع) مشهور به عبدالقادر از نوادگان امام محمدباقر (ع) است که بر روی ضریح مطهر این نکته نیز قلمزنی شده است.
مساحت زمین زیارتگاه نزدیک به دو هکتار بوده و فضای بسیار زیبایی از نظر عبور رودخانه در مجاورت بقعه و کوهستانی بودن را داراست.
آستان امامزاده عبدالقهار (ع)، دارای یک چشمه و همچنین، زمین‌های موقوفی در روستای طاغان است. از چشم‌اندازهای پیرامونی این بقعه متبرکه می‌توان به: چشمه‌سار آن، درختان کهنسال، باغ‌های میوه، کوه‌های «قلعه‌سنگی»، «تیغ سرخ» و «هشت کردوخان» می‌توان اشاره کرد. این زیارتگاه، که مورد احترام، ارادت و زیارت اهالی منطقه، شیفتگان و زائران از شهرستان نیشابور، بخش سرولایت، شهرستان‌های فیروزه و خوشاب و دیگر مناطق پیرامونی است، یکی از توانمندی‌های وِیژه این منطقه در زمینه گردشگری مذهبی به‌شمار می‌آید و توسعه آن به عنوان یک پایگاه زیارتی و فرهنگی دارای جاذبه فراشهرستانی، بایسته است. مهم‌ترین عناصر که نگاه ویژه به حفظ و برجسته‌سازی آنها در طرح توسعه این زیارتگاه، بایسته به نظر می‌رسد را بدین شرح می‌توان نام برود:الف) درخت کهنسال جوار بقعه متبرکه که خود، نمادی از دیرینگی و حرمت در فرهنگ ایرانی و اسلامی، و پیوند پاسدارانه انسان با آفریدگان پروردگار است. ب) رودخانه و حریم زیستی آن، که رکن و بنیان پدیدآیی و پایداری منطقه در گذران دوران‌هاست. پ) ارتفاعات مشرف بر بقعه که دارای ارزش بصری و گردشگری طبیعی بالایی می‌باشند. ت) آبشار کوچک، اما چشم‌نوازی که بر رودخانه طاغان و در بالادست حوزه شمالی زیارتگاه، پای گرفته، و بایسته است به عنوان یک عنصر برجسته و آرامشگر، دارای ارزش بصری و نمادین جانبی، در طرح توسعه زیارتگاه، مورد توجه قرار گیرد.

## درخت چنار ۸۰۰ ساله
درخت چنار تنومندی در بخش پیشین بنا امام زاده عبدالقهار و در سمت راست ایوان ورودی بقعه قرار دارد. عمر این درخت را بیش از ۸۰۰ سال تخمین می‌زنند. بزرگی این چنار به قدری چشمگیر است که در میان درختان چنار و گردو که در اطرافش هست عیان است.

## آبشار کیمشا
آبشار کیمشا از جمله مکان‌های محبوب کوهنوردان است و سالیانه شمار زیادی از کوهنوردان راهی این آبشار و کوهستان سردبستی (به زبان محلی) می‌باشند. نان این آبشار از مقبره کیمشا که در نزدیکی این آبشار است آمده است.
کیمشا از نام کیمیاشاه آمده است و به نقلی اورا برادر عبدالقهار می‌دانند، ولی در تخقیقات باشتان‌شناسی، درون مقبره وی شمشیری با قدمت ۹۰۰ تا ۱۰۰۰ ساله پیدا شده که مربوط به دوران مغول می‌دانند و احتمالاً وی از شاهزادگان مغول که در حکومت مغولان در نیشابور بوده است.
برای دیدن و بازدید از آبشار کیمشا باید مسیر رودخانه را ادامه داده و حدود ۶ کیلومتر مسیر پاکوب را طی کنیم تا به آن برسیم. این آبشار ۷۰متر طول داردکه مباید در سه مرحله فررود آمد مرحله اول حدود ۱۲ متر مرحله دوم ۸متر و مرحه سوم ۵۰متر مباشد. سنگ آن از نوع گرانیت می‌باشد. بازدیدکنندگان می‌توانند از سمت شمال شرقی آبشار به بالای آن روند و افراد آشنا با فن فرود با طناب نیز می‌توانند از این آبشار دیدنی فرود بیایند.

## قلعه و دژ سنگی طاغان
در حدود ۳۵۰ متری شمال غربی روستای طاغان (از طریق جاده این روستا)، کوهپایه‌ای است که پیرامون آن را باغات و زمین‌های زراعی روستا، دربر گرفته‌اند. این نقطه که رودخانه طاغان از پایین‌دست جنوب آن می‌گذرد و جاده طاغان، از طریق پلی که بر روی همین قسمت رودخانه، برپای گردیده، به روستای طاغان می‌رسد در موقعیت جغرافیایی ۳۶ درجه و ۲۵ دقیقه و ۲۹ ثانیه شمالی و ۵۸ درجه و ۴۰ دقیقه و ۵۰ ثانیه شرقی واقع شده است. بر فراز این کوهپایه تقریباً منفرد، آثار و بقایای قلعه‌ای سنگی دیده می‌شود که با توجه به شواهد موجود؛ از جمله استحکام بقایای بنای برجای مانده، تسلط دید بر دره‌های پیرامونی خود از همه جهت‌های جغرافیایی، و وجود روزنه‌هایی در دیوارها که احتمالاً برای دیدبانی و تیراندازی استفاده می‌شده، این قلعه، کاربری نظامی یا دفاعی داشته است. مصالح عمده ساختمان این قلعه از سنگ و ساروج است، هر چند چهره‌ای عمدتاً فرسایش‌یافته و تخریب شده دارد اما بقایای دیوارها در دور تا دور قلعه و بقایای بخش مسکونی یا اقامتگاهی در ضلع شرقی، به ویژه طاق‌های زیبایی که از سنگ تراشیده سامان یافته‌اند هنوز موجودند. بقایای موجود و همچنین بخشی که در زیر خاک مدفون است و با حفاری باستانشناسی قابل بازیابی می‌باشد، از ارزشمندی معماری و تاریخی این بنا، حکایت می‌کند.

## رودخانه طاغان
این رودخانه، از سرشاخه‌های اصلی رودخانه بار است، از دامنه‌های غربی قله بینالود سرچشمه گرفته و اولین روستایی که به آن می‌رسد، روستای «درخت جوز» که در گویش نیشابوری به معنای «درخت گردو» است. نام این رودخانه، در میان مردم بومی منطقه «رودخانه درخت جوز» نامیده می‌شود و در مستندات رسمی سازمان آب منطقه‌ای خراسان، به نام «رودخانه طاغان» شناخته می‌شود. ایستگاه هیدرومتری (آب‌نگاری) آن، در کنار امامزاده عبدالقهار (ع) روستای طاغان قرار دارد. رودخانه طاغان، از غرب قله بینالود و در فاصله ۱۰ کیلومتری درخت جوز، سرچشمه می‌گیرد. دره اصلی رودخانه در اصطلاح محلی «زو هَوَن» یا «درّه هاونگ» گفته می‌شود. رود در مسیر خود، شعبه مهمی را از سمت شمال دریافت می‌کند. این درّه، در محل به اشدرّو یا «هشت‌دره آب» معروف است. در این درّه، چشمه پُرآبی به نام «سوراخ سر نی» قرار دارد که تا حدود تیرماه، آبدهی خوبی داشته و تامین‌کننده بخش زیادی از آب رودخانه طاغان است. این دره، حدود ۵ کیلومتر از ابتدا تا محل اتصال به رود طاغان فاصله دارد. در نزدیکی روستای خانلق سدی به نام سد طاغان (سدبار) بر روی بستر رودخانه طاغان احداث گردیده است که منبع مؤثری در تأمین آب مورد نیاز شرکت فولاد خراسان می‌باشد. اب این روخانه همچنین تأمین آب مزارع کشاورزی بخش‌های اطراف تقی‌آباد را برعهده دارد.